# Вінценц фон Аугустін
Барон Вíнценц фон Аугустíн (нім. Vincenz Freiherr von Augustin; 27 березня 1780, Пешт — 6 березня 1868, Відень) — австрійський військовий діяч, геолог, інженер, фельдцейхмейстер та генеральний директор артилерії. Новатор у галузі артилерії, відомий своїм внеском у розвиток ракетної та вогнепальної зброї.

## Біографія

### Ранні роки та особисте життя
Народився 27 березня 1780 року в Пешті (нині частина Будапешта, Угорщина). Був сином Крістіни фон Шпацек та капітана Якоба Аугустіна, який помер 1795 року в інвалідному домі у Трнаві. Спершу навчався у трнавській гімназії, але зрештою пішов служити.
Аугустін був двічі одружений. З 1 лютого 1807 у шлюбі із Терезією фон Галлер (1784—1840), у якому народилося троє дочок і четверо синів. Серед синів — Фердинанд фон Аугустін, Теодор фон Аугустін та Міхаель фон Аугустін. У другому шлюбі, укладеному 21 березня 1842 з Терезією Рьоссел (1813—1891), народилося двоє дочок та один син, Август фон Аугустін.

### Військова кар'єра
22 березня 1794 р. Аугустін вступив до імперської армії кадетом. Служивши у 15-му піхотному полку, з 1795 брав участь у військових кампаніях на Рейні: облога Льєжа, Аахен, відступ під Кельном та меньші сутички. Добре проявивши себе там, 11 березня 1796 був підвищений до фенриха. Отримав поранення під час облоги Келя, а 16 березня 1799 р. був підвищений до лейтенанта. 14 травня того ж року відзначився під час штурму гірського перевалу Люцієнштайг, де знову був поранений і потрапив у полон. Вирушивши до Італії в листопаді того ж року, воював у Генуезькій рівʼєрі та проявив мужність у складі дивізії фельдмаршал-лейтенанта фон Ельсніца: Аугустіну доручили провести атаку з флангу за допомогою 200 добровольців. Зайшовши в тил супротивника і не чекаючи основні сили, здійснив успішну атаку на позицію і взяв у полон ворожого генерала, але був поранений. Решту ворожих сил знищили добровольці, взявши в полон близько 800 вояків. 21 листопада 1800 був позачергово підвищений до старшого лейтенанта за проявлений героїзм, після чого переведений до 9-го легкого батальйону Зігенфельда. 
Після укладення миру 1801 р., волею ерцгерцога Карла був направлений до Терезіанської військової академії, де, досягнувши успіхів у математиці, 1803 р. отримав посаду доцента. 1804 р. пішов у піхотний полк герцога Тосканського. Згодом, 1807 р. був призначений до Генерального штабу. Через рік став капітаном у корпусі інженерів, а 1809 р. потрапив до штабу ерцгерцога Карла, в складі якого, зокрема, відзначився у битві під Ваграмом. 1812 року служив у Генеральному штабі в Богемії. У ці повоєнні роки Аугустін займався триангуляційними роботами в Далмації та картографією, написав базовий підручник по геодезії та створив новий геодезичний вимірювальний прилад, який отримав широке застосування по всій Австрії.
Під час кампанії 1813 організував корпус поштових курʼєрів (нім. Botenmeister-Corps), потім увійшов до штабу фельдмаршала Філіпа Шварценберга, де брав участь у битві під Дрезденом і відзначився у битві під Кульмом, командуючи дивізією гессен-гомбурзьких гусарів, за що 5 вересня був достроково підвищений до майора артилерії. Того ж року в битві під Лейпцигом Аугустін став свідком бою британської експериментальної ракетної бригади Бога та був вражений їхніми ракетами системи Конгріва, що добре показали себе в тих умовах. Це надихнуло його на сформування ракетного корпусу в австрійській армії. У кінці цього ж року, будучи у складі армійської групи Бернадота, відзначився чудовою інженерною роботою під час облоги Фрідріхсорту.
До укладення миру Аугустін перебував у Брюсселі, де служив у австрійсько-нідерландському губернаторстві. Потім вирушив з дипломатичною місією до Парижа та Лондона. В останньому, отримавши дозвіл на дослідження ракет з метою створення подібних аналогів, відвідав Королівський арсенал у Вулвічі, де знову став свідком застосування ракет Конгріва, щоправда, не в бойових умовах, а на полігоні. Але дізнатися подробиці їх конструкції чи виробництва йому наврядчи вдалося, тому згодом Аугустін був відправлений до Данії, де лише після значного дипломатичного тиску йому дозволили провести обмежений огляд ракетного заводу, другого і останнього у Європі. 
Наприкінці 1814 або початку 1815 таємно та під псевдонімом «фон Аугустрі» вирушив до Данії. Повернувшись у Відень до березня 1815, отримав грант від імператора на реалізацію задуманих планів, після чого негайно організував у Вінер-Нойштадті Австрійський ракетний корпус (нім. Raketencorps), також згадується як Військова ракетна установа (нім. Krieges-Raketen-Anstalt), де почав налагоджувати виробництво ракет. Ці ракети були названі його ім'ям, так як сильно відрізнялися від британських ракет Конгріва та данських Шумахера. Аугустін займав там посаду коменданта до 1838 року і протягом усього подальшого часу був тісно зв'язаний з установою.

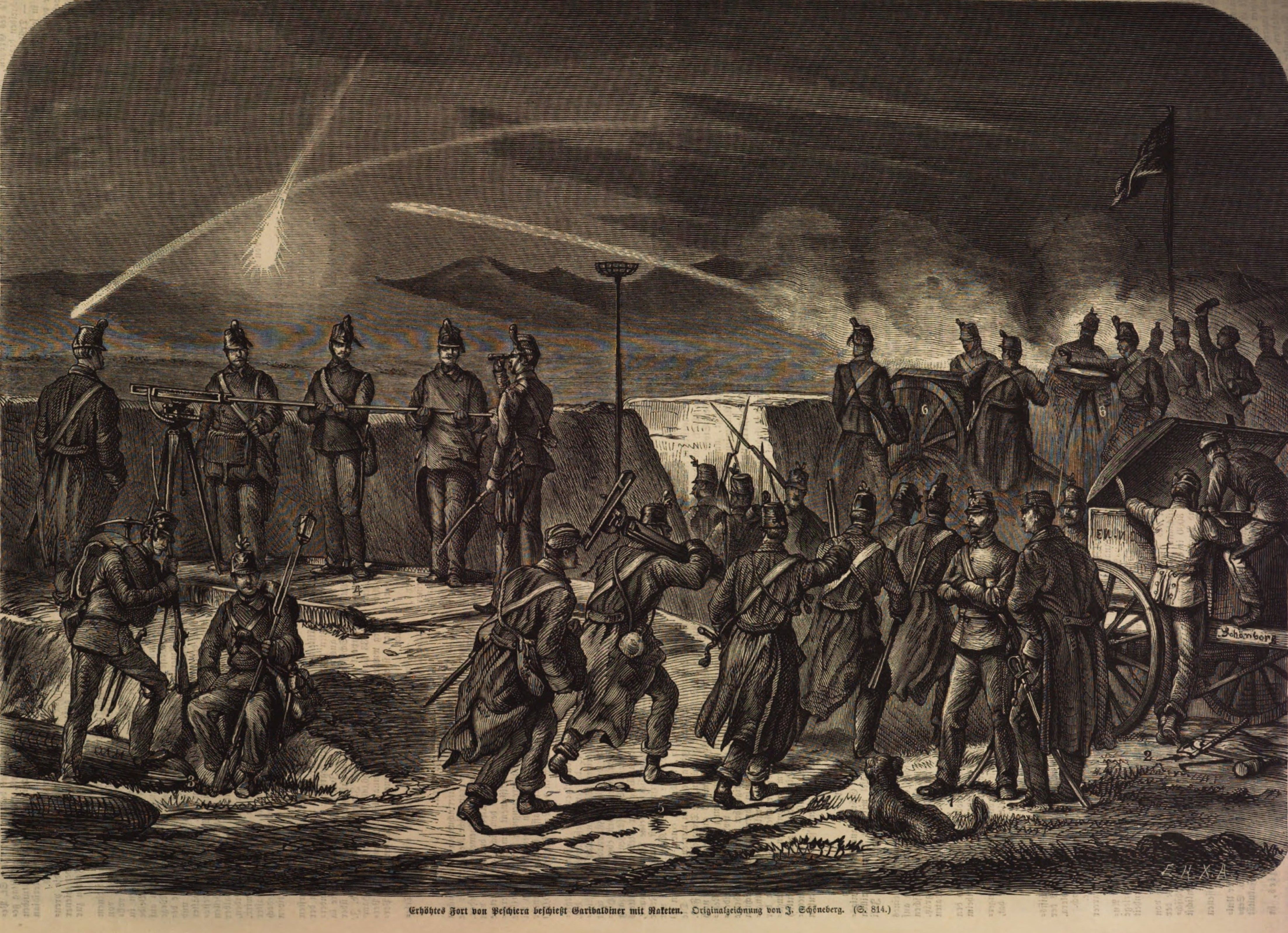
Австрійські ракети у придушенні гарібальдійських повстанців у Песк'єрі, 1866

Окрім виготовлення ракет, Аугустін розробляв скоординовані бойові маневри та тренування. За короткий час йому вдалося сформувати ракетну батарею (нім. Raketenbatterie) з 46-ти унтер-офіцерів і солдатів, озброєну близько 2400 ракетами різних калібрів та прийняту на експериментальній основі. Хоч Аугустін не був польовим командиром батареї та залишався керувати у Вінер-Нойштадті, йому вдалося застати участь батареї в облозі Гюненгена 1815 р. Наступного року, впевнившись у ефективності зброї, кайзер особисто заохочував її розробку. 1817 р. батарею перевели на постійну основу, а Аугустіна підвищили до підполковника. 1819 р. Аугустін наказав збільшити промислові можливості ракетного виробництва, також були додані нові батареї. Через рік він успішно продемонстрував у дії свої вдосконалені ракети королівському двору, зібраному у Вінер-Нойштадті. Також заявлено, що 1821 р. Аугустін представив декілька типів сигнального обладнання, яке було помітне на великих відстанях. Зокрема, цього ж року ракетні підрозділи чудово проявили себе у придушенні неаполітанського повстання, Аугустін отримав звання полковника.
1822 р. Франц II надав йому титул барона, а вже 1831 Аугустін був зведений у генерал-майори. З 1835 р. — почесний власник 3-го артилерійського полку. 1838 р. отримав чин лейтенант-фельдмаршала.
Впродовж цих років Аугустін також займався вдосконаленням стрілецької зброї. 1835 року Кайзер створив комітет на чолі з Аугустіном та доручив знайти спосіб модифікувати ударно-кременеві рушниці, яких було багато в арсеналі. Вдосконаливши системи Консоля та Делавінь-Пончарри, він застосував їх у своїх нових ударних гвинтівках системи Аугустіна 1842 р.
1848 р. Аугустіна назначили таємним радником. Цього ж року йому доручили будівництво артилерійського арсеналу у Відні, яке відбулося за його проектом, а потім і під його керівництвом. Згадується як член-кореспондент Імператорського геологічного інституту, а також про співпрацю з ними під час риття котлованів арсеналу. З 1849 — фельдцейхмейстер та генеральний директор артилерії Королівської імператорської армії. Відзначившись чудовою попередньою службою, 20 грудня 1859 звільнений з посади директора артилерії та направлений у розпорядження начальника Головного командування армії для вирішення важливих питань стосовно артилерії. Аугустін служив на цій посаді недовго, невдовзі він помер 6 березня 1859 року після тривалої хвороби.

## Поховання

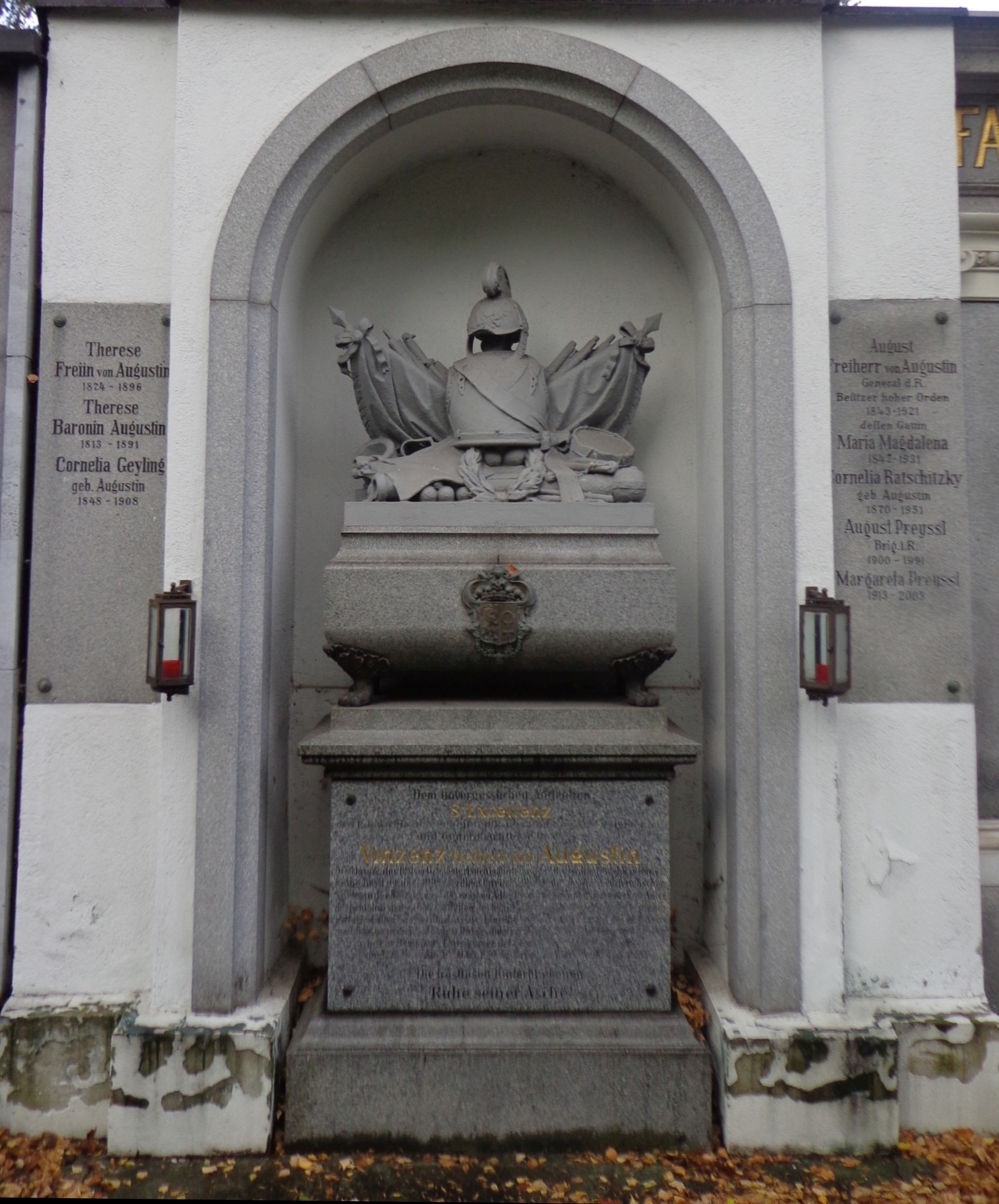
Сімейна могила родини Аугустінів на кладовищі Св. Варвари, Лінц.

Сімейне поховання Аугустінів, зокрема і з ім'ям Вінценца, знаходиться на кладовищі Святої Варвари у місті Лінц, яке часто згадується у генеалогічній довідці про родину, однак джерела стверджують, що Аугустін був похований з почестями на кладовищі Святого Марка у Відні.
Похоронна процесія на честь барона розпочалася у другій половині дня, о 14:00. Її очолив командувач армії, фельдцейхмейстер, граф Франц Вімпфен, на чолі зі зведеним підрозділом, до якого входили: батальйон піхоти графа Гартмана, батальйон піхоти ерцгерцога Вільгельма, батальйон піхоти ерцгерцога Сигізмунда, артилерійський батальйон, дві дивізії кавалерії та дванадцять гармат. Усі вони були вишикувані у парадному порядку на вулиці між мостами Елізабет і Мондшайн.
Спершу одна з артилерійських дивізій забрала тіло покійного з його помешкання на вулиці Хойгассе №103 та супроводила його до церкви Святого Карла. Після завершення церковного обряду, поховальний екіпаж був переданий кавалерійській дивізії, яка доставила тіло на кладовище, де відбулося захоронення.
Тим часом решта похоронної процесії вирушила до бастіону між Бурзькою та Кернтнерською брамами, де на честь покійного було здійснено салют із гармат.

## Нагороди[12]
| Стрічка | Назва                                   |
|         | Великий хрест ордена Леопольда          |
|         | Орден Залізної корони 1-го ступеня      |
|         | Орден Святого Олександра Невського      |
|         | Орден Білого орла                       |
|         | Хрест «За військові заслуги»            |
|         | Орден Святої Анни 1-го ступеня          |
|         | Великий хрест ордена Святого Йосипа     |
|         | Орден Червоного орла 1-го ступеня       |
|         | Великий хрест ордена Ізабелли Католички |
|         | Орден Святого Бенедикта Авіського       |
|         | Орден Спасителя                         |
|         | Великий хрест ордена Меча               |